# Gnomidolon parallelum
Gnomidolon parallelum es una especie de escarabajo longicornio del género Gnomidolon, categorizada en la tribu Hexoplonini, de la subfamilia Cerambycinae. Fue descrita por Clarke en 2007.

## Descripción
Mide 8,2-9,1 mm de longitud.

## Distribución
Se distribuye por Bolivia.